# Ходжсон, Стадхольм
Стадхольм Ходжсон (англ. Studholme Hodgson; 1708, Карлайл — 20 октября 1798, Лондон) — британский фельдмаршал.

## Биография
Сын Джон Ходжсона, купца из Карлайла;  получил образование в гимназии  этого города. Поступил на военную службу в 1-й полк пешей гвардии и в 1728 году перевёлся в армию с чином лейтенанта.
Ходжсон был назначен адъютантом  герцога Камберлендского в начале 1745 года, и сражался под его командованием  в сражении при Фонтенуа во время войны за Австрийское наследство. Затем он участвовал под командованием герцога в печально известной битве при Куллодене во время подавления Второго якобитского восстания.
Ходжсон собрал новый полк (позже 50-й пехотный полк) в 1756 году, и служил под командованием сэра Джона Мордаунта в качестве командира бригады во время неудачного рейда на Рошфор в сентябре 1757 года во время Семилетней войны. 15 сентября 1759 года он был произведен в генерал-майоры, а в октябре 1759 года стал полковником 5-го пехотного полка.
Ходжсон возглавил британский рейд на остров Бель-Иль у берегов Франции. После того, как первая атака англичан была отбита, была предпринята вторая попытка. В результате, после шестинедельной осады, главная цитадель острова в Ле-Пале была взята штурмом. За этот успех Ходжсон получил поздравления и от короля, и от Уильяма Питта-Старшего, который в то время был государственным секретарем Южного Департамента. Важная победа на Бель-Иль позволила британскому правительству использовать остров в качестве разменной монеты во время переговоров, окончивших Семилетнюю войну.
Ходжсон получил звание полного генерала 2 апреля 1778 года, и являлся последовательно шефом нескольких полков. 30 июля 1796 года он был произведён в фельдмаршалы. Ходжсон скончался в своем доме в Лондоне 20 октября 1798 года и был похоронен в лондонской церкви Сент-Джеймс.

## Семья
В июле 1756 года Ходжсон женился на Кэтрин Говард, сестре фельдмаршала сэра Джорджа Говарда; у них было три сына и две дочери.